# St. Mauritius (Oberöwisheim)

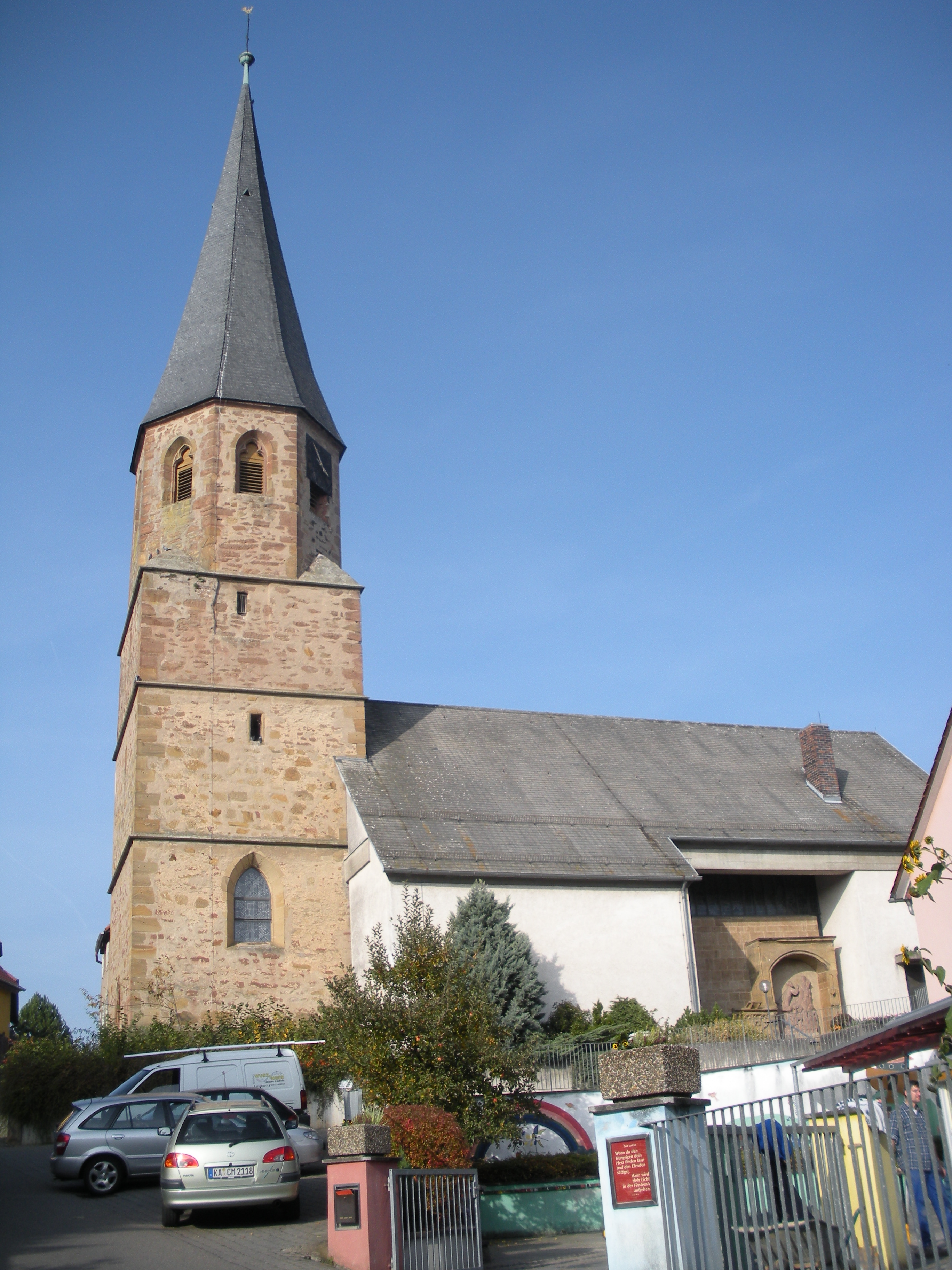
St. Mauritius in Oberöwisheim

Die evangelische Pfarrkirche St. Mauritius steht in Oberöwisheim, einem Stadtteil von Kraichtal im Landkreis Karlsruhe von Baden-Württemberg. Das Bauwerk ist beim Landesamt für Denkmalpflege Baden-Württemberg als Baudenkmal eingetragen. Die Kirchengemeinde gehört zum Kirchenbezirk Bretten-Bruchsal der Evangelischen Landeskirche in Baden. Namensgeber der Kirche ist der Hl. Mauritius.

## Beschreibung
Die Saalkirche besteht aus einem modernen Langhaus und einem spätmittelalterlichen Chorturm auf quadratischem Grundriss im Westen, dessen oberstes achteckiges Geschoss die Turmuhr und den Glockenstuhl mit vier Kirchenglocken beherbergt, und der mit einem spitzen Helm bedeckt ist. In die Südwand des Langhauses wurde die Nachbildung des Heiligen Grabes des Vorgängerbaus integriert.
Im Innenraum öffnet sich der Chorturm mit einem Triumphbogen zum Langhaus. Von Valentin Peter Feuerstein stammen die Glasmalereien.
Die 1873 erbaute römisch-katholische Kirche in Oberöwisheim trägt ebenfalls den Namen St. Mauritius.